# Leone Viale
Leone Viale (Ventimiglia, 24 agosto 1851 – Genova, 2 febbraio 1918) è stato un politico italiano.

## Biografia
Nel corso della Guerra italo-turca comandò la squadra navale che partecipò alla conquista dell'isola di Rodi nel maggio 1912.
Fu Ministro della Marina del Regno d'Italia nei governi Governo Salandra I e Governo Salandra II.